# Jill Lepore
Jill Lepore (West Boylston, 27 agosto 1966) è una storica e giornalista statunitense professoressa di storia americana presso l'Università di Harvard e scrittrice del New Yorker, dove collabora dal 2005. Scrive di storia, diritto, letteratura e politica americana.
I suoi saggi e le sue recensioni sono apparsi anche sul New York Times, sul Times Literary Supplement, sul Journal of American History, su Foreign Affairs, sullo Yale Law Journal, sull'American Scholar e sull'American Quarterly. Tre dei suoi libri derivano dai suoi saggi sul New Yorker: The Mansion of Happiness: A History of Life and Death (2012), finalista per la Carnegie Medal for Excellence in Nonfiction; The Story of America: Essays on Origins (2012), selezionato per il PEN Literary Award for the Art of the Essay; e The Whites of Their Eyes: The Tea Party's Revolution and the Battle for American History (2010). The Secret History of Wonder Woman (2014) di Lepore ha vinto l'American History Book Prize 2015.

## Biografia
Lepore è nata il 27 agosto 1966 ed è cresciuta a West Boylston, una piccola città fuori Worcester, nel Massachusetts. Suo padre era un preside di scuola media e sua madre un'insegnante d'arte.  Lepore non aveva il desiderio di diventare una storica, ma afferma di aver voluto essere una scrittrice dall'età di sei anni. Ha partecipato al Reserve Officers' Training Corps (ROTC) presso la Tufts University per laurearsi in matematica. Alla fine ha lasciato il ROTC e ha cambiato la sua specializzazione in inglese. Ha conseguito la laurea in inglese in tre anni nel 1987.
Dopo la laurea, Lepore ha avuto un lavoro temporaneo come segretaria presso la Harvard Business School prima di dedicarsi nuovamente agli studi ottenendo un Master in Cultura Americana presso l'Università del Michigan nel 1990 e un dottorato di ricerca in Studi Americani presso l'Università di Yale nel 1995, dove si è specializzata in storia dell'America antica.

## Carriera
Lepore ha insegnato all'Università della California, San Diego dal 1995 al 1996 e alla Boston University a partire dal 1996; ha iniziato ad Harvard nel 2003 dove detiene una cattedra e insegna storia politica americana. Oltre ai suoi libri e articoli di storia, nel 2008 Lepore ha pubblicato un romanzo storico, Blindspot, scritto insieme a Jane Kamensky, professoressa di storia e direttrice della Schlesinger Library dell'Università di Harvard. In precedenza, Lepore e Kamensky avevano co-fondato una rivista di storia online chiamata Common-place. 
Lepore raccoglie prove storiche che consentono agli studiosi di studiare e analizzare i processi e i comportamenti politici. I suoi articoli sono spesso sia storici che politici. Ha detto: "La storia è l'arte di fare una discussione sul passato raccontando una storia che deve essere messa in conto con l'evidenza". 
Lepore collabora con il New Yorker dal 2005.  Nel numero del 23 giugno 2014 ha criticato il concetto di distruzione creativa, associato all'economista politico di origine austriaca Joseph Schumpeter. La risposta di uno di coloro di cui discute il lavoro, il professore di Harvard Clayton M. Christensen, è stata che il suo articolo era "un atto criminale di disonestà, ad Harvard, tra tutti i posti". 
Ha tenuto la Theodore H. White Lecture on the Press and Politics presso la Kennedy School of Government di Harvard (2015), la John L. Hatfield Lecture al Lafayette College (2015), la Lewis Walpole Library Lecture a Yale (2013), la Harry F. Camp Memorial Lecture a Stanford (2013), la University of Kansas Humanities Lecture (2013), la Joanna Jackson Goldman Memorial Lectures alla New York Public Library (2012), la Kephardt Lecture a Villanova (2011), la Stafford-Little Lecture a Princeton (2010) e la Walker Horizon Lecture a DePauw (2009). È presidente della Society of American Historians e commissario emerito della Smithsonian's National Portrait Gallery. È stata consulente e collaboratrice di progetti documentari e di storia pubblica. La sua storia in tre parti "The Search for Big Brown" è stata trasmessa su The New Yorker Radio Hour nel 2015.
Nel febbraio 2022, Lepore è stata una delle 38 insegnanti di Harvard a firmare una lettera all'Harvard Crimson in difesa del professor John Comaroff, che era stato ritenuto colpevole di aver violato le politiche di condotta sessuale e professionale dell'università. La lettera difendeva Comaroff come "un eccellente collega, consigliere e cittadino universitario impegnato" ed esprimeva sgomento per essere stato sanzionato dall'università. Dopo che gli studenti hanno intentato una causa con accuse dettagliate sulle azioni di Comaroff e sulla mancata risposta dell'università, Lepore è stata una dei numerosi firmatari a dire che desiderava ritirare la sua firma.

## Vita privata
Lepore è sposata e ha tre figli. Vive con la sua famiglia a Cambridge, nel Massachusetts. È una fan dei Boston Red Sox.

## Premi e onorificenze selezionate
- 1998 - Eletta membro dell'American Antiquarian Society[12]
- 1998 - Ralph Waldo Emerson Award della Phi Beta Kappa Society per The Name of War[10]
- 1999 - Bancroft Prize per The Name of War[10]
- 2006 - Anisfield-Wolf Book Award per New York Burning
- 2014 -  Eletta membro dell'American Academy of Arts and Sciences[13]
- 2014 - Mark Lynton History Prize per Book of Ages: The Life and Opinions of Jane Franklin[14]
- 2014 - Eletta all'American Philosophical Society[15]
- 2015 - American History Book Prize per The Secret History of Wonder Woman[2]
- 2021 - Hannah Arendt Prize for Political Thought[16]

## Opere
- The Name of War: King Philip's War and the Origins of American Identity, New York, Alfred A. Knopf, 1998, ISBN 978-0-679-44686-6.
- Encounters in the New World: A History in Documents, New York, Oxford University Press, 2000, ISBN 978-0-19-510513-1.
- A Is for American: Letters and Other Characters in the Newly United States, New York, Alfred A. Knopf, 2002, ISBN 978-0-375-40449-8.
- New York Burning: Liberty, Slavery, and Conspiracy in Eighteenth-century Manhattan, New York, Alfred A. Knopf, 2005, ISBN 978-1-4000-4029-2.
- The Whites of Their Eyes: The Tea Party's Revolution and the Battle Over American History, Princeton, N.J., Princeton University Press, 2010, ISBN 978-0-691-15027-7.
- The Mansion of Happiness: A History of Life and Death, New York, Alfred A. Knopf, 2012, ISBN 978-0-307-59299-6.
- The Story of America: Essays on Origins, Princeton, N.J., Princeton University Press, 2012, ISBN 978-0-691-15399-5.
- Book of Ages: The Life and Opinions of Jane Franklin, New York, Alfred A. Knopf, 2013, ISBN 978-0-307-95834-1.
- The Secret History of Wonder Woman, New York, Alfred A. Knopf, 2014, ISBN 978-0-385-35404-2.[17]
- Joe Gould's Teeth, New York, Alfred A. Knopf, 2016, ISBN 978-1-101-94758-6.
- These Truths: A History of the United States, New York, W. W. Norton & Company, 2018, ISBN 978-0-393-63524-9.
- This America: The Case for the Nation, New York, W. W. Norton & Company, 2019, ISBN 978-1-63149-641-7.
- If Then: How the Simulmatics Corporation Invented the Future, New York, Liveright, 2020, ISBN 9781631496110.
- The Deadline, New York, Liveright, 2023, ISBN 978-1-63149-612-7.[18][19][20]